# Jennifer Lombardo
Jennifer Lombardo (Palermo, 24 de junio de 1991) es una deportista italiana que compite en halterofilia. Ganó una medalla de plata en el Campeonato Europeo de Halterofilia de 2018, en la categoría de 53 kg.

## Palmarés internacional
| Campeonato Europeo | Campeonato Europeo | Campeonato Europeo | Campeonato Europeo |
| Año                | Lugar              | Medalla            | Categoría          |
| ------------------ | ------------------ | ------------------ | ------------------ |
| 2018               | Bucarest (Rumania) | Medalla de plata   | 53 kg              |